# Theater an der Wien
Il Theater an der Wien è un teatro d'opera di Vienna.

## Storia
Il teatro venne inaugurato nel 1801 ed era uno di quelli gestiti dall'impresario viennese Emanuel Schikaneder, che è più noto come librettista di Mozart nell'opera Il flauto magico (1791). La compagnia di Schikaneder aveva già operato con successo, da diversi anni, nel più piccolo (800 posti) Theater auf der Wieden, dove era avvenuta la prima de Il flauto magico. Schikaneder, le cui messe in scena erano note per enfatizzare lo spettacolo e le scene, era così pronto a spostarsi in un teatro più grande e moderno.
Egli aveva ricevuto una autorizzazione imperiale ad edificare un nuovo teatro già nel 1786, ma soltanto nel 1798 riuscì nell'intento di costruire la nuova sala. L'edificio venne disegnato dall'architetto Franz Jäger in stile impero (esso è stato poi ridisegnato) e completato nel 1801. Venne descritto come "il più ricco di contenuti e uno dei più grandi teatri della sua epoca.".

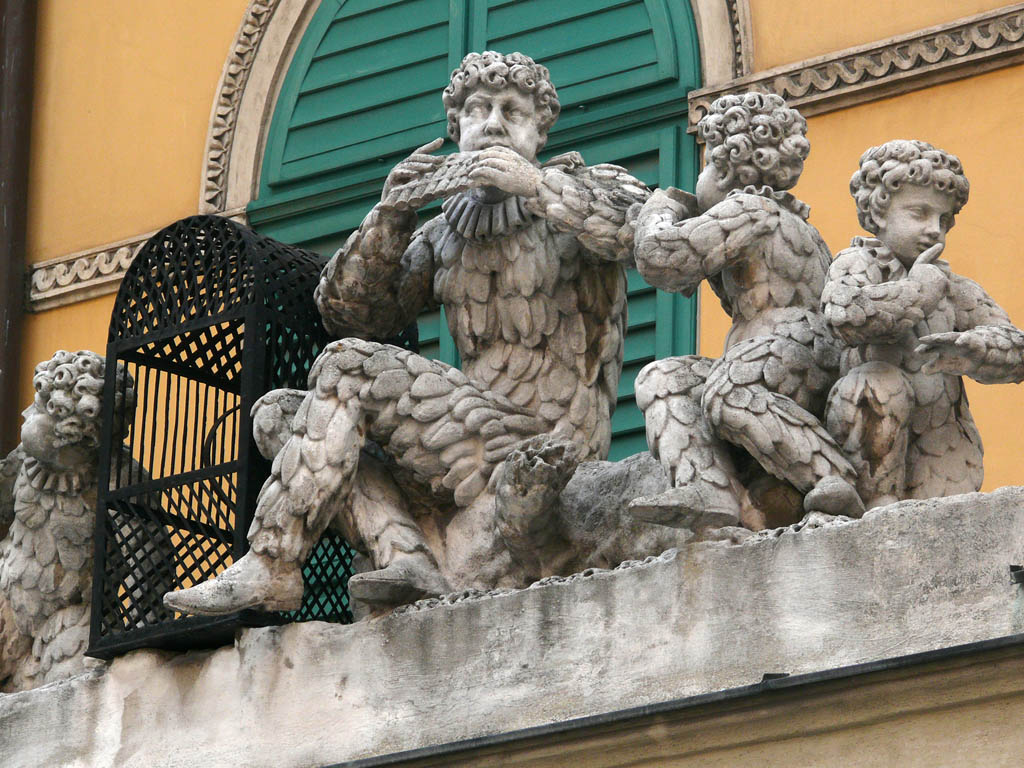
Scultura sulla Papagenotor.

Lo spettacolo inaugurale del nuovo teatro da 1.232 posti venne dato il 13 giugno 1801 con un prologo Thespis Traum di Anton Friedrich Fischer, scritto da Schikaneder, seguito dall'opera "Alexander" di Franz Teyber. 
Il nuovo teatro si dimostrò sensazionale. Adolf Bäurle, un critico locale, scrisse "se Schikaneder e la sua partner Zitterbarth avessero avuto l'idea ... di far pagare l'ingresso solo per ammirare le glorie del loro Theater an der Wien, essi sarebbero certamente stati in grado di incassare grandi somme di denaro senza dare uno spettacolo. "L'Allgemeine musikalische Zeitung la chiamò la "più confortevole e soddisfacente sala in tutta la Germania" (che significava, al momento, "tutti i paesi di lingua tedesca").
Nel gennaio 1802 avviene la prima di Die Zauberflöte e in marzo di Lodoïska di Cherubini.
Nel 1803 avvengono le prime assolute della Sinfonia n. 2 di Ludwig van Beethoven, del Concerto per pianoforte e orchestra n. 3 e di Cristo sul Monte degli Ulivi, nel 1805 della Sinfonia n. 3 e di Fidelio, tutti dello stesso autore, e nel 1806 di Mirina, die Königin der Amazonen di Vojtech Matyáš Jírovec e del Concerto per violino e orchestra di Beethoven.
Nel 1807 il teatro venne preso in gestione da un gruppo di nobili con a capo il conte Ferdinánd Pálffy, che acquistò il teatro nel 1813. 
Durante il periodo della sua gestione, che durò fino al 1826, egli mise in scena opere, balletti e per la prima volta a Vienna, pantomima e varietà, perdendo molti soldi in elaborati spettacoli che lo costrinsero a vendere il teatro all'asta nel 1826.
Nel 1807 avviene la prima assoluta di Ida, die Büssende di Vojtech Matyáš Jírovec, nel 1808 il grande successo di Das Hausgesinde di Anton Friedrich Fischer e le prime assolute della Sinfonia n. 5, della Sinfonia n. 6, del Concerto per pianoforte e orchestra n. 4 di Beethoven e della Fantasia corale e nel 1812 di Sappho von Mitilene di Johann Nepomuk Hummel.
Il 1º agosto 1814 Anton Wranitzky è stato nominato direttore artistico e musicale. 
Nel 1817, sotto la direzione artistica di Karl Friedrich Hensler, avvenne un concerto violinistico di Bernhard Molique, nel 1821 la prima dell'Armida di Gioachino Rossini, nel 1822 di L'italiana in Algeri ed Il barbiere di Siviglia e nel 1823 la prima assoluta di Rosamunde, Fürstin von Zypern di Franz Schubert. Dal 1827 il teatro fu diretto da Carl Carl, che lo gestì fino al 1845.
Nel 1833 avviene la prima di Norma, nel 1846 il successo della prima assoluta di Der Waffenschmied di Albert Lortzing e della première di Dichter und Bauer di Franz von Suppé, nel 1847 di Ein ländliches Verlobungsfest in Schweden: nationelles Tongenmälde di Franz Berwald, di Das Mädchen vom Lande di Suppé e di Undine di Lortzing, nel 1848 di Martl oder Der Portiunculatag in Schnabelhausen di Suppé, nel 1849 di Des Teufels Brautfahrt oder Böser Feind und guter Freund, di Gervinus der Narr von Untersbeg oder Ein patriotischer Wunsch, di Unterthänig und unabhängig oder Vor und nach einem Jahre e di s'Alraundl di Suppé, nel 1850 di Der Dumme hat's Glück oder Tolle Streiche di Suppé, nel 1851 di Dame Valentine oder Frauenräuber und Wanderbursche di Suppé, nel 1852 di Der Tannenhäuser di Suppé, nel 1854 di Wo steckt der Teufel? di Suppé, nel 1855 di Ein Judas in Frack di Suppé e nel 1856 di Lord Byron di Suppé.
Nel 1860 avviene la prima assoluta dell'operetta Das Pensionat di Suppé, nel 1861 di Lohengrin di Richard Wagner, nel 1865 di La Belle Hélène, nel 1867 di Die Großherzogin von Gerolstein di Jacques Offenbach, nel 1871 di Tausend und eine Nacht di Johann Strauss II, di Drei Paar Schuhe di Karl Millöcker, di Ein Schatten di Friedrich von Flotow e Fantasio di Offenbach, nel 1872 di Ein nagender Wurm di Millöcker e di Der schwarze Korsar di Jacques Offenbach, nel 1873 di Abenteuer in Wien di Millöcker e di Der Karneval in Rom di Strauss jr, nel 1874 di Die Fledermaus di Strauss, nel 1875 di Cagliostro in Wien di Strauss, nel 1876 il successo di Joconde di Carl Zeller, nel 1878 le prime assolute di Das verwunschene Schloß di Millöcker e di Blindekuh di Strauss, nel 1879 di Gräfin Dubarry di Millöcker, nel 1880 di Das Spitzentuch der Königin di Strauss e di Apajune der Wassermann di Millöcker, nel 1881 di Jubelfest-Marsch di Strauss, nel 1883 Eine Nacht in Venedig, nel 1890 The Gondoliers, nel 1893 di Die verkaufte Braut (La sposa venduta), nel 1900 Brigitte ("Véronique") di André Messager, nel 1903 la trecentesima recita di Der Zigeunerbaron, nel 1905 il successo di Wiener Blut e nel 1924 il grande successo di Gräfin Mariza di Emmerich Kálmán diretta da Anton Paulik con Richard Waldemar.

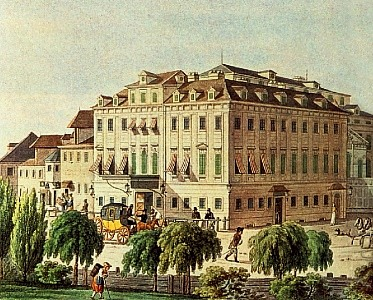
Theater an der Wien, 1815

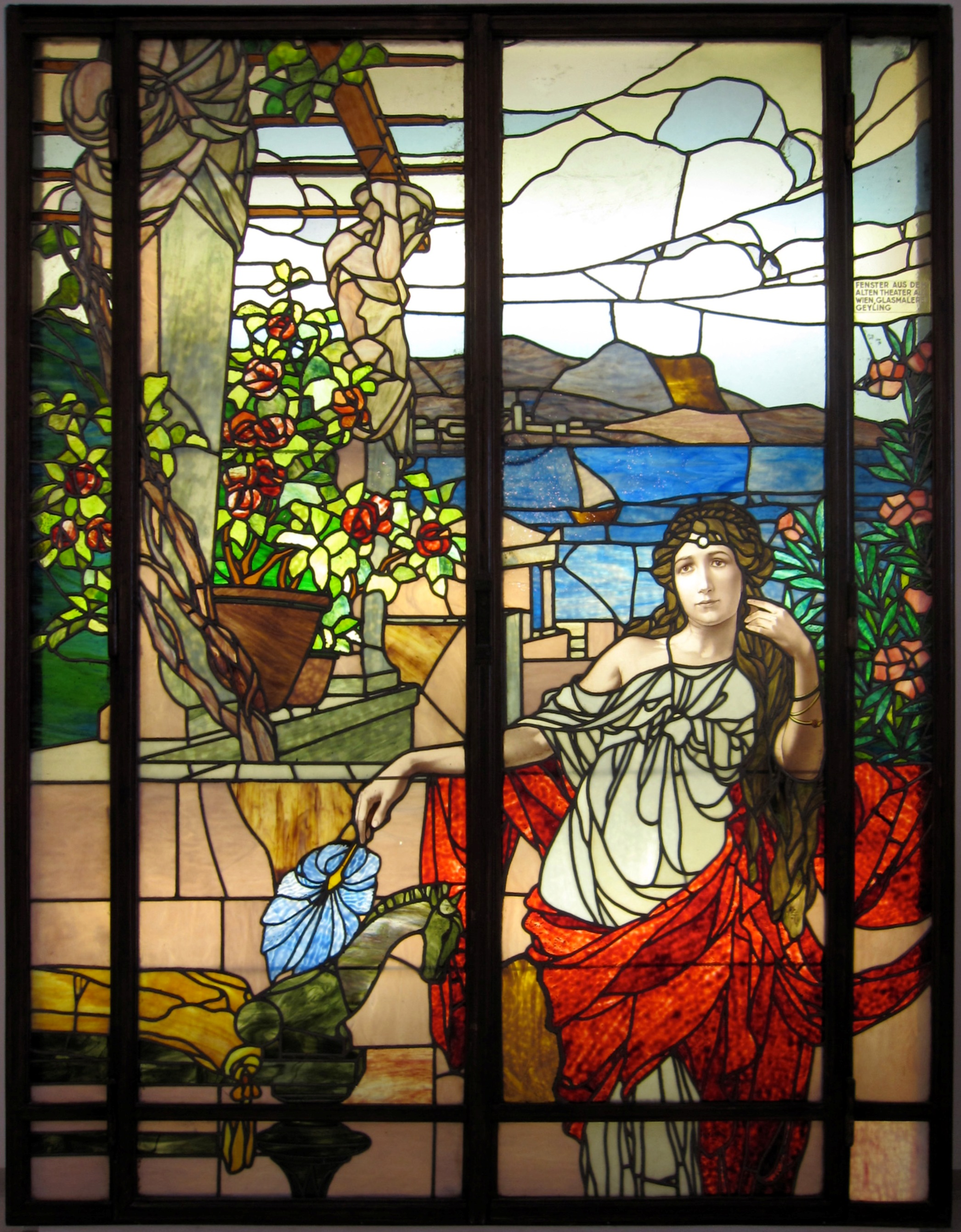
Vetrata di Carl Geyling's Erben, del 1900 per il vecchio Theater an der Wien

Soltanto una parte dell'edificio originario è giunta ai nostri giorni: la Papagenotor (porta di "Papageno") è un memorial a Schikaneder, rappresentato nel ruolo di Papageno in Il flauto magico, un ruolo da lui scritto per se stesso. Egli è contornato dai tre genietti, caratteristi della stessa opera.

## Prime al teatro
Quale teatro prominente in una città dalla grande vitalità artistica, il Theater an der Wien è stato sede di numerose prime esecuzioni e lo è ancora oggi. Fra queste si ricordano:
- 1801 (12 novembre) Der Schlaftrunk di Teyber
- 1802 (12 maggio) Der Neuigkeitskrämer oder Der Telegraph di Teyber
- 1802 (29 maggio) Richard Löwenherz di André Ernest Modeste Grétry
- 1803 (24 maggio) Die beiden Füchse di Étienne-Nicolas Méhul
- 1803 (22 novembre) Cyrus in Persien di Ignaz von Seyfried
- 1803 (7 dicembre) Pfändung und Personalarrest di Teyber
- 1804 (21 gennaio) Der kleine Page di Wenzel Robert von Gallenberg
- 1804 (9 agosto) Scheredin und Almanzor oder die Unsterblichkeit auf der Probe di Teyber
- 1804 (19 ottobre) Motezuma oder Tippo Saib di von Seyfried
- 1805 (29 gennaio) Der Zerstreute di Teyber
- 1805 (8 aprile) Cantata per il 73º compleanno di Haydn di Franz Xaver Wolfgang Mozart
- 1805 (7 agosto) Vestas Feuer di Joseph Weigl
- 1805 (20 novembre) Fidelio di Ludwig van Beethoven.  Beethoven abitò in un appartamento sito sopra il teatro ospite di Schikaneder, per parte del tempo occorso alla composizione dell'opera.
- Altre prime di Beethoven:
  - 1803 (5 aprile) Seconda sinfonia, Cristo sul Monte degli Ulivi e Concerto per pianoforte e orchestra n. 3
  - 1805 (7 aprile) Terza sinfonia
  - 1806 (23 dicembre) Concerto per violino
  - 1808 (22 dicembre) Quinta, Sesta sinfonia, Fantasia corale, Concerto per pianoforte n. 4 e Ah! perfido.
- 1806 (27 maggio) Mirina, die Königin der Amazonen di Vojtech Matyáš Jírovec
- 1807 (10 ottobre) Idas und Marpissa di von Seyfried
- 1810 (7 aprile) Saul, König von Israel di von Seyfried
- 1811 (10 luglio) Der Zauberring oder Harlekin als Spinne di Johann Nepomuk Hummel
- 1811 (10 agosto) Julius Caesar di von Segfried
- 1811 (28 ottobre) Die Jungfrau von Orleans di von Seyfried
- 1812 (23 maggio) Der Zauberkampf oder Harlekin in seiner Heimat di Hummel
- 1812 (11 settembre) Sappho von Mitilene di Hummel
- 1814 (10 marzo) Die Eselshaut oder Die blaue Insel di Hummel
- 1814 (15 giugno) Die Rückfahrt des Kaisers di Hummel
- 1817 Die Ahnfrau di Franz Grillparzer
- 1818 Salomonäa und ihre Söhne di von Seyfried
- 1820 Almazinde oder Die Höhle Sesam di Johann Peter Pixis e Die Zauberharfe di Franz Schubert
- 1822 Der Prinz kommt di Ignaz Franz Castelli e Der Zauberspruch di Pixis
- 1823 Sigune di Conradin Kreutzer e Rosamunde, Fürstin von Zypern (Rosamunda, principessa di Cipro) di Schubert
- 1824 Erfüllte Hoffnung di Kreutzer
- 1844 Der Zerrissene di Johann Nestroy
- 1845 Sie ist verheiratet di Franz von Suppé
- 1846 Der Waffenschmied di Albert Lortzing con successo e Dichter und Bauer di Suppé
- 1847 Ein ländliches Verlobungsfest in Schweden: nationelles Tongenmälde di Franz Berwald e Das Mädchen vom Lande di Suppé
- 1849 Des Teufels Brautfahrt oder Böser Feind und guter Freund di Suppé, Gervinus der Narr von Untersbeg oder Ein patriotischer Wunsch di Suppé, Unterthänig und unabhängig oder Vor und nach einem Jahre di Suppé e s'Alraundl di Suppé
- 1850 Der Dumme hat's Glück oder Tolle Streiche di Suppé
- 1851 Dame Valentine oder Frauenräuber und Wanderbursche di Suppé
- 1852 Der Tannenhäuser di Suppé
- 1854 Wo steckt der Teufel? di Suppé
- 1855 Ein Judas in Frack di Suppé
- 1856 Lord Byron di Suppé
- 1871 Drei Paar Schuhe di Karl Millöcker ed Indigo und die vierzig Räuber di Johann Strauss II
- 1872 Ein nagender Wurm oder Wechselbrief und Briefwechsel di Millöcker e Der schwarze Korsar di Jacques Offenbach
- 1873 Abenteuer in Wien di Millöcker e Der Carneval in Rom di Strauss (figlio)
- 1874 (5 aprile) Die Fledermaus del giovane Johann Strauss
- 1875 Cagliostro in Wien di Strauss (figlio)
- 1876 Joconde di Carl Zeller con successo
- 1878 Das verwunschene Schloss di Millöcker e Blindekuh di Strauss (figlio)
- 1879 Gräfin Dubarry di Millöcker
- 1880 Das Spitzentuch der Königin di Strauss (figlio) e Apajune der Wassermann di Millöcker
- 1881 Die Jungfrau von Belleville di Millöcker con successo e Der lustige Krieg di Strauss (figlio) con successo
- 1882 (6 dicembre) Der Bettelstudent di Millöcker con successo
- 1883 Frühlingsstimmen di Strauss (figlio) e Die Afrikareise di Suppé
- 1884 Gasparone e Der Feldprediger di Millöcker
- 1885 Der Zigeunerbaron di Strauss (figlio)
- 1886 Der Vizeadmiral di Millöcker
- 1887 Die sieben Schwaben di Millöcker e Simplicius di Strauss (figlio)
- 1889 Das Orakel di Joseph Hellmesberger (figlio)
- 1890 Der arme Jonathan di Millöcker con successo
- 1891 (10 gennaio) Der Vogelhändler di Zeller
- 1892 Das Sonntagskind di Millöcker
- 1893 Fürstin Ninetta di Strauss (figlio) alla presenza di Francesco Giuseppe I d'Austria
- 1894 Der Obersteiger di Zeller, Jabuka di Strauss (figlio) e Der Probekuss di Millöcker
- 1895 Waldmeister di Strauss (figlio)
- 1896 Nordlicht oder Der rote Graf di Millöcker
- 1897 Die Göttin der Vernunft di Strauss (figlio)
- 1898 (5 gennaio) Der Opernball di Richard Heuberger con successo
- 1899 Ihre Exzellenz di Heuberger
- 1900 Der sechs-Uhr-Zug di Heuberger
- 1902 Der Fremdenführer di Carl Michael Ziehrer e Wiener Frauen di Franz Lehár
- 1904 Die Juxheirat di Franz Lehar
- 1905 (30 dicembre) Die lustige witwe di Franz Lehar
- 1905 Der Rebell di Leo Fall
- 1905 Wiener Blut di Johann Strauss jr
- 1907 Die Dollarprinzessin di Leo Fall
- 1908 Der Mann mit den drei Frauen di Franz Lehár
- 1908 (14 novembre) Der tapfere Soldat di Oscar Straus diretta da Robert Stolz con Max Pallenberg
- 1909 (12 novembre) Il conte di Lussemburgo di Franz Lehár
- 1910 Die schöne Risette di Leo Fall
- 1911 Die Sirene di Leo Fall
- 1911 Eva di Franz Lehár
- 1912 Der kleine König di Emmerich Kálmán
- 1913 Der Nachtschnellzug di Leo Fall
- 1914 Endlich allein di Franz Lehár
- 1916 La Rosa di Stambul di Leo Fall
- 1918 Wo die Lerche singt di Franz Lehár
- 1920 Die blaue Mazur di Franz Lehár
- 1923 Die gelbe Jacke di Franz Lehár
- 1923 Die Perlen der Cleopatra di Oscar Strauss con Fritzi Massary, Richard Tauber e Pallenberg
- 1924 Gräfin Mariza di Emmerich Kálmán diretta da Anton Paulik con Richard Waldemar
- 1926 Die Zirkusprinzessin di Emmerich Kálmán con Richard Waldemar
- 1928 Die Herzogin von Chicago (La duchessa di Chicago) di Emmerich Kálmán diretta da Anton Paulik
- 1931 Der Bauerngeneral di Oscar Strauss diretta da Paulik
- 1932 Sissy di Fritz Kreisler diretta da Paulik
- 1932 Der Teufelsreiter di Emmerich Kálmán con Joseph Egger
- 1933 Die Dame mit dem Regenbogen di Jean Gilbert diretta da Paulik
- 1934 Märchen im Grand-Hôtel di Paul Abraham
- 1935 Dschainah di Paul Abraham diretta da Paulik
- 1937 Roxy und ihr Wunderteam di Paul Abraham
- 1980 Jesu Hochzeit di Gottfried von Einem con Eberhard Waechter

## Storia recente

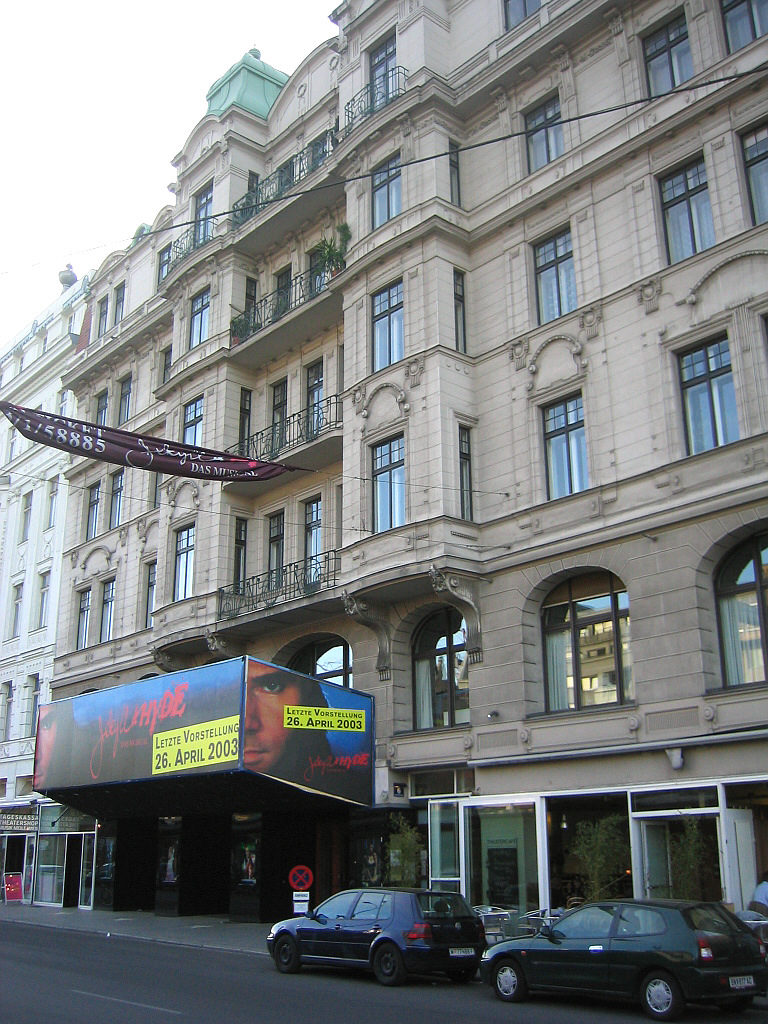
Theater an der Wien (precedente ingresso, stile Broadway, demolito nel 2005)

Il teatro ha avuto un'epoca d'oro durante la fioritura dell'operetta viennese. Dal 1945 al 1955, fu uno dei teatri temporanei della Wiener Staatsoper, il cui teatro venne distrutto dai bombardamenti alleati durante la seconda guerra mondiale.
Il 6 ottobre 1945 va in scena Fidelio diretto da Josef Krips con Anton Dermota, nel 1946 Aida diretta da Krips con Giuseppe Taddei, nel 1947 Dantons Tod di Gottfried von Einem diretta da Ferenc Fricsay con Maria Cebotari, nel 1950 di Jeanne d'Arc au bûcher di Arthur Honegger diretta da Clemens Krauss con Julius Patzak, nel 1952 di Die Liebe der Danae di Richard Strauss diretta da Krauss con Patzak ed Esther Réthy, nel 1953 Der Prozess di von Einem con Max Lorenz e Lisa Della Casa e nel 1954 Penelope di Rolf Liebermann con Walter Berry e Lorenz.
Nel 1955 venne chiuso per motivi di sicurezza e rimase tale per molti anni, fino ai primi anni 1960, in quanto doveva essere trasformato in un parcheggio multipiano (la stessa cosa che accadde negli Stati Uniti con la Carnegie Hall).
Il 30 maggio 1962 viene inaugurato con Die Zauberflöte diretta da Herbert von Karajan con Wilma Lipp, Graziella Sciutti, Fritz Wunderlich, Erich Kunz ed Eberhard Waechter.
Fortunatamente, nel 1962, venne trovato un nuovo ruolo per la sala che divenne luogo di spettacoli musicali contemporanei. Molti musical in lingua inglese ebbero la loro prima, nei paesi di lingua tedesca, al Theater an der Wien. 
Nel 1963 avviene la prima di My Fair Lady, nel 1968 di Hello, Dolly!, nel 1969 di Anatevka (Fiddler on the Roof, nel 1973 di Kiss Me, Kate, nel 1981 di Evita, nel 1983 di Cats con la coreografia di Gillian Lynne e nel 1988 di Il fantasma dell'Opera.
Nel 1992, il musical Elisabeth (basato sulla storia della moglie di Francesco Giuseppe I d'Austria, Elisabetta di Baviera, nota anche come Sissi), vi ebbe la prima rappresentazione. Il musical Cats diretto da Lynne vi venne rappresentato con successo per sette anni.
Nonostante il repertorio fosse orientato su musical e operette, il teatro venne utilizzato, sporadicamente, anche per le opere, specialmente in occasione del Festival di Vienna ed alcune volte co-prodotte con la Wiener Staatsoper. Fra le più importanti si ricordano Lulu (1962; diretta da Karl Böhm, scene di Caspar Neher e protagonista Evelyn Lear), Orfeo ed Euridice di Haydn  (1967; diretta da Richard Bonynge, con Nicolai Gedda e Joan Sutherland), Fidelio (1970; diretto da Leonard Bernstein, con Gwyneth Jones e James King), Il ritorno d'Ulisse in patria (1971; diretto da Nikolaus Harnoncourt), L'elisir d'amore (1973; diretto da Silvio Varviso, con Nicolai Gedda, Reri Grist e Eberhard Wächter e La Cenerentola (1973; diretta da Claudio Abbado con Teresa Berganza, Ugo Benelli, Paolo Montarsolo ed Enzo Dara), Die Fledermaus (1975; diretto da Mstislav Rostropovich, con Wiesław Ochman, Reri Grist, Elizabeth Harwood e Waldemar Kmentt), La clemenza di Tito (1976; diretta da Julius Rudel, con Werner Hollweg, la Berganza, Arleen Auger ed Edda Moser), Lucio Silla (1981; diretta da Harnoncourt con Edita Gruberová e Frederica von Stade), Fierrabras (1988; diretta da Claudio Abbado, con Thomas Hampson, Karita Mattila e László Polgár), Die Entführung aus dem Serail (1989; diretta da Harnoncourt), Don Giovanni (1990; diretto da Abbado, con Ruggero Raimondi, Karita Mattila, Marie McLaughlin e Cheryl Studer), Le nozze di Figaro (1991; diretto da Abbado, con Ruggero Raimondi, Marie McLaughlin e Cheryl Studer) e la prima mondiale di Die Wände di Adriana Hölszky  (1995; diretta da Ulf Schirmer, ). Fra il 1996 ed il 2002, Riccardo Muti ha diretto produzioni di Così fan tutte, Don Giovanni e Le nozze di Figaro.

## Il Theater an der Wien oggi

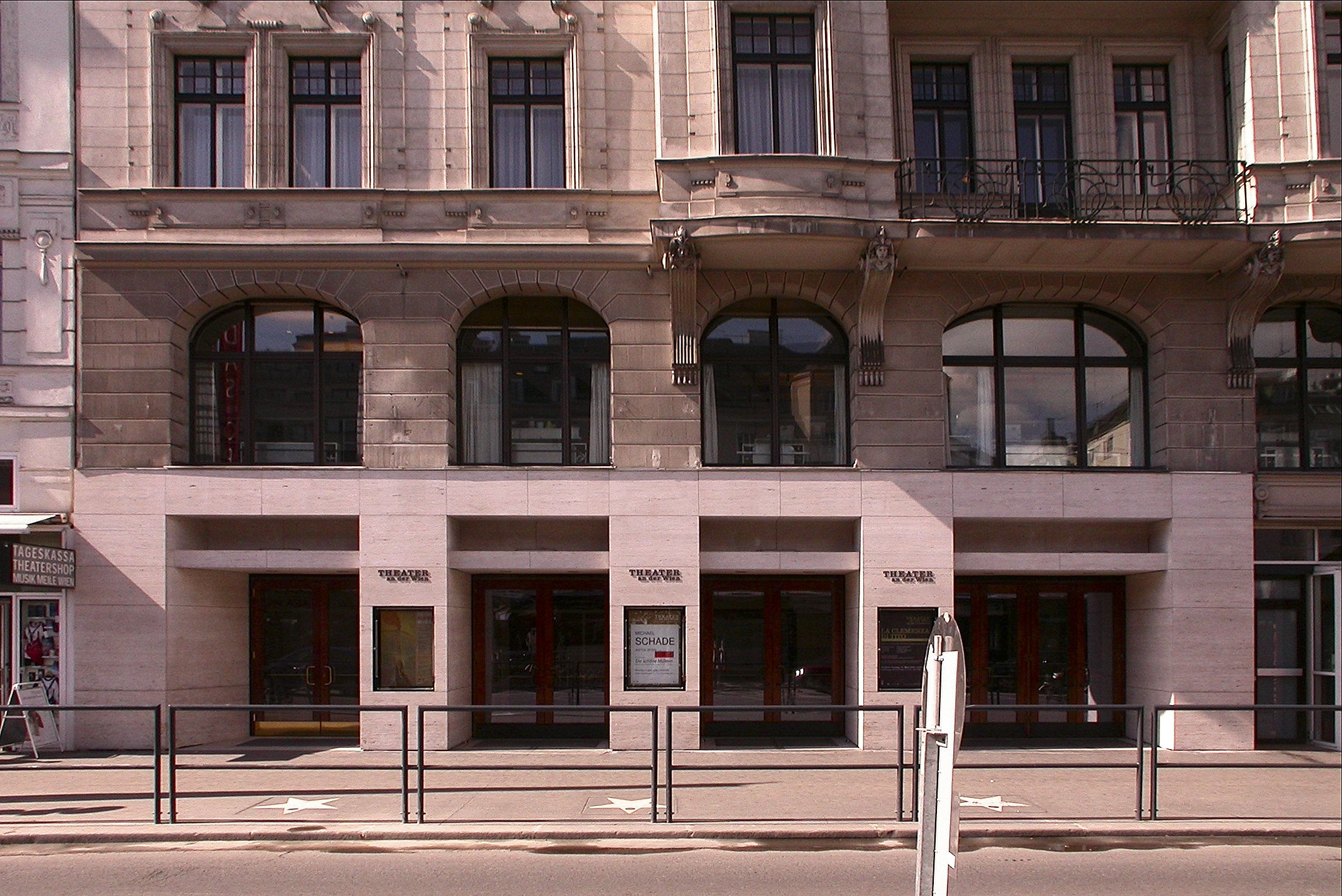
Ingresso su Naschmarkt, ristrutturato nel 2006

Nel 2006, in occasione del 250º anniversario della nascita di Mozart, il Theater an der Wien presentò una serie di opere più rappresentative del grande musicista. Questo comportò il suo utilizzo a tempo pieno per l'opera e le altre forme di musica classica sotto la direzione di Roland Geyer. La prima opera ad essere rappresentata fu Idomeneo con Neil Shicoff come protagonista e Peter Schneider sul podio. Altri membri del cast furono Angelika Kirchschlager, Genia Kühmeier e Barbara Frittoli.
Geyer disse di aver voluto "presentare registi all'avanguardia e interessanti produzioni" e che le tre aree prese in esame erano l'opera barocca, l'opera contemporanea e Mozart.
La stagione teatrale era composta dal seguente cartellone:
- Luigi Cherubini: Medea; direttore Fabio Luisi
- Claude Debussy: Pelléas et Mélisande direttore Bertrand de Billy
- Christoph Willibald Gluck: Orfeo ed Euridice direttore René Jacobs
- Georg Friedrich Händel: 
  - Giulio Cesare in Egitto, direttore René Jacobs
  - Ariodante, direttore Christophe Rousset
  - Partenope, direttore Christophe Rousset
  - Semele, direttore William Christie (con Les Arts Florissants) e Cecilia Bartoli
- Joseph Haydn: Orlando Paladino; direttore Nikolaus Harnoncourt
- Jake Heggie: Dead Man Walking, direttore Sian Edwards
- Leoš Janáček: Káťa Kabanová, conducted by Kirill Petrenko, staging by Keith Warner
- Federico Moreno Torroba: Luisa Fernanda, direttore Josep Caballé-Domenech
- Wolfgang Amadeus Mozart:
  - La finta semplice, direttore Fabio Luisi
  - Mitridate, Re di Ponto direttore Harry Bicket
  - Le nozze di Figaro, direttore Graeme Jenkins
  - Die Zauberflöte, direttore Jean-Christophe Spinosi
- Francis Poulenc: Dialogues des Carmélites; direttore Bertrand de Billy
- André Previn: A Streetcar Named Desire, direttore Sian Edwards
- Richard Strauss: Intermezzo direttore Kirill Petrenko
- Igor Stravinsky:  The Rake's Progress direttore Nikolaus Harnoncourt
- Carl Maria von Weber: Der Freischütz, direttore Bertrand de Billy

Fra i cantanti: Marijana Mijanovic, Frederica von Stade, Olaf Bär, Patricia Petibon, Anatoli Kotscherga, Anja Silja, Diana Damrau, Plácido Domingo, Maria José Montiel, Andrea Rost, Christine Schäfer, David Daniels.
Il Theater an der Wien collabora frequentemente in co-produzioni con altri teatri d'opera, come la Washington Opera, la Los Angeles Opera, il Teatro Real di Madrid, De Nederlandse Opera di Amsterdam e la Sächsische Staatsoper di Dresda.
Nel 2013 verrà rappresentata la prima dell'opera A Harlot's Progress. Composta dal musicista giovane britannico Iain Bell, verrà cantata dal soprano tedesco Diana Damrau nella parte della protagonista.

## Nome
"Wien" è la forma tedesca di "Vienna" ma il "Wien" inserito nel nome del teatro si riferisce al nome del Wien (Wienfluss), che scorre di fronte al sito in cui sorge il teatro; "an der Wien" significa (sulla riva) del Wien. Al giorno d'oggi il fiume in questo punto non è più visibile, poiché scorre interrato sotto il Naschmarkt.